# Не кажи нікому (фільм, 2020)
«Не кажи нікому» (англ. Don't Tell a Soul, «Не кажи жодній душі») — американський трилер 2020 року, знятий автором сценарію та режисером-дебютантом Алексом Маколеєм. Виконавець головної ролі Рейн Вілсон грає охоронця, який потрапляє в пастку-яму, переслідуючи двох юнаків (актори Джек Ділан Грейзер і Фінн Вайтгед), що вкрали 12 тисяч доларів, аби допомогти своїй хворій матері, в ролі якої знімається Міна Суварі.
Світова прем'єра фільму відбулася на Фестивалі американського кіно у Довілі 8 вересня 2020 року; у широкий прокат в США фільм вийшов 15 січня 2021 року.

## Сюжет
Щоб підтримати свою вмираючу матір Керол (акторка Міна Суварі), 17-річний Метт (Фінн Вайтгед) змушує 14-річного брата Джої (Джек Ділан Грейзер) пограбувати будинок, який піддають фумігації. Охоронець Дейв Гембі переслідує хлопчців у лісу, але падає в покинутий колодязь. Метт наполягає на тому, щоб залишити Гембі, щоб він не зміг видати братів поліції. Відчуваючи провину за те, що залишив чоловіка в пастці, Джої регулярно відвідує Гембі: приносить йому воду, їжу, спальний мішок і рацію. Коли він дізнається, що робить його брат, Метт мочиться на голову Гембі, демонструючи свою владу. Розлючений, коли Джої продовжує спілкуватися з чоловіком, Метт кидає в отвір відкриту каністру з пестицидом, щоб убити Гембі. Джої стикається з Меттом, коли той дізнається, що його брат використав вкрадені гроші, призначені матері, щоб влаштувати вечірку в мотелі. Метт відповідає відвідувачам вечірки, що Джої краде у пенсіонерів. Джої у відповідь розповідає, що Метт убив людину. Метт погрожує і б'є Джої.
Джої біжить додому, де з телевізійних новин Керол дізнається, що чоловік у колодязі насправді є Ренді Майклом Седлером, втікачем, якого розшукують за вбивство дружини та дітей. Джої повертається до ями та виявляє, що Ренді вижив після пестициду, одягнувши протигаз, який Джої впустив під час погоні. Ренді зізнається, що вкрав уніформу охоронця і намагався повернути собі вкрадені гроші. Джої торгується, щоб врятувати Ренді з колодязя в обмін на допомогу в покаранні Метта. Джої за допомогою мотузки витягує Ренді з ями та відпускає його. Керол впізнає Ренді у випуску новин. Керол вражена, дізнавшись, що Джої допомагає Ренді втекти.
Водночас Метт повідомляє про Джої як про злодія поліціянтам Сміту і Крейну, які розслідують початковий вандалізм; Метт ненавмисно причетний до пограбування (і знаючи, що Ренді був у ямі, але не повідомив поліцію). Метт супроводжує двох офіцерів назад до будинку, де відбувається сутичка з Ренді. Ренді стріляє в обох офіцерів, але Джої заважає йому їх убити. Потім Ренді та Джої відводять Метта до ями в лісі. Змусивши Метта спуститися в колодязь, Ренді вимагає від Джої вигукувати гнівні обра́зи на адресу свого брата. Потім Ренді штовхає Джої в яму. Метт б'є Джої, то непритомніє. Ренді починає шкутильгати, коли Керол заскочує його із пістолетом. Керол розповідає, що вбила свого жорстокого чоловіка. Після розповіді про свою проблемну родину Керол застрелює Ренді. Побоюючись, що він убив свого брата, Метт нарешті будить Джої та зі сльозами просить вибачення за все, що зробив. Метт і Джої обіймаються, коли Керол приходить їм на допомогу.

## Акторський склад
- Джек Ділан Грейзер — Джої
- Фінн Вайтгед — Метт
- Рейн Вілсон — Дейв Гембі / Ренді Майкл Седлер
- Міна Суварі — Керол

## Виробництво
У січні 2019 року було оголошено, що Джек Ділан Грейзер, Фінн Вайтгед, Рейн Вілсон і Міна Суварі приєдналися до акторського складу фільму, а режисером став дебютант Алекс Маколей, який також написав сценарій. Фільм знімали в Луїсвіллі, штат Кентуккі; у грудні 2018 року — в кількох місцях округу Джефферсон, понад 60 % знімальної групи були місцевими, що говорять із кентуккійським акцентом; продюсери — Кріс Мангано (Mangano Movies & Media) та Меррі-Кей По (Unbridled Films).

## Випуск
Світова прем'єра фільму відбулася на Фестивалі американського кіно у Довілі 8 вересня 2020 року. Спочатку його прем'єра була запланована на кінофестивалі Трайбека 23 квітня 2020 року, однак фестиваль було скасовано через пандемію COVID-19. Незабаром після цього компанія Saban Films придбала права на розповсюдження фільму в Північній Америці. Фільм вийшов 15 січня 2021 року в 115 кінотеатрах і як відео на вимогу на Amazon від Saban; до кінця третього вікенду прокату фільм зібрав 167 тисяч доларів у кінотеатральному прокаті. Компанією Lionsgate він був випущений на DVD та Blu-ray 16 березня 2021 року.

## Сприйняття
Станом на 12 січня 2024 року, на вебсайті агрегатора рецензій Rotten Tomatoes рейтинг схвалення фільму становить 73 % на основі 15 рецензій із середнім рейтингом 6,1/10. На Metacritic фільм отримав середню оцінку 45 зі 100 на основі чотирьох критиків, що вказує на «змішані або середні відгуки».